# 科特斯
科特斯，是西班牙巴伦西亚自治区巴伦西亚省的一个市镇。总面积6平方公里，2001年总人口361人，人口密度60人/平方公里。